# Lokale Ökonomie
Lokale Ökonomie bezeichnet die Gesamtheit aller (wirtschaftlichen) Aktivitäten, die sich auf die Entwicklung eines Ortes beziehen. Sie steht im Kontext der Alternativen Ökonomien, welche in den 1970er-Jahren als Form von Gesellschafts- und Wirtschaftskritik aufkamen und sich gegen die Entfremdung der Gesellschaft und die Ausbeutung der Umwelt durch materialistische, utilitaristische und hedonistische Beweggründe wendete.
Die Wirtschaftseinheit, die ein Ort bildet, setzt sich aus der Bevölkerungsgruppe oder auch dem Gemeinwesen eines Ortes (soziale Dimension), einer natürlichen Umgebung (ökologische Dimension) und einer spezifischen Tradition und Geschichte (kulturelle Dimension) zusammen. Bei Betrachtung der Wirtschaftseinheit wird neben der formellen auch die informelle Wirtschaft berücksichtigt.

## Historisches
Die Definition von lokaler Ökonomie ist nicht einheitlich und hat sich im Laufe der Zeit verändert. Um die Wende vom 19. zum 20. Jahrhundert wurde die Bezeichnung noch als Gegensatz zur Nationalökonomie verwendet und um wirtschaftliche Aktivitäten an einem (subnationalen) Standort zu beschreiben. In den 1970er- / 1980er-Jahren gab es einen Wandel hin zu einem strategischen Begriff, der Maßnahmen zur Förderung wirtschaftlicher Krisenregionen zusammenfasste. Ein drittes Verständnis lokaler Ökonomien ergibt sich aus der Förderpraxis, bei der primär die lokale Orientierung von Organisationen betrachtet wird.
Die Bezeichnung Lokale Ökonomie wird seit einigen Jahren von vielen nahraumbezogenen Projekten aufgegriffen. Sie kann wörtlich als örtliches Haushalten übersetzt werden (vgl. lat. locus = örtlich, Ort, Platz, Stelle; griech. oikonomia = Haushaltung, Verwaltung).
Das Lokale ist eine historisch gewachsene Struktur, ein Ort im geographisch abgrenzbaren, überschaubarem Raum mit spezifischer Eigenart (Mensch, Natur, Kultur), dessen Reichtum sich aus unterschiedlichen Kombinationen und Synergien ergibt und deren Entwicklung aus der Wechselwirkung unterschiedlichster Kräfte resultiert. Unterschieden werden kann zwischen „realen Orten“, die geographisch abgrenzbar sind, und „politischen Orten“, die Verwaltungseinheiten repräsentieren.
Lokale Ökonomie fokussiert sich demnach nicht allein auf das wirtschaftspolitische Handlungsfeld, sondern integriert auch Sozialphilosophie und Gesellschaftspolitik.

## Ziele und Konzepte

### Als Gesellschafts- und Wirtschaftskritik
Lokale Ökonomie als Form von Gesellschafts- und Wirtschaftskritik richtet sich gegen die Entfremdung der Gesellschaft und die Ausbeutung der Umwelt durch materialistische, utilitaristische und hedonistische Beweggründe. Die Zusammenführung von Produktion und Konsumtion an einem Ort als Element findet vermehrt als Form einer kulturellen Identifikation statt. Ziel ist dadurch ein Gemeinwesen zu schaffen, dass ökonomische und soziale Sicherheit durch Vertrautheit, Überschaubarkeit und Kontrollfähigkeit ermöglicht um globalen Prozesse wie Anonymität, Individualisierung, Homogenisierung und Umweltzerstörung gegen zu wirken.

### Lokale Ökonomie am geographischen Ort
Erste lokalökonomische Konzepte und Maßnahmen entwickelten sich im Laufe der 80er Jahre in wirtschaftlich abgehängten Regionen aus kommunal- und regionalpolitischen Initiativen, mit dem Ziel gegen Arbeitslosigkeit, wirtschaftlichen Niedergang und den damit einhergehenden sozialen Folgen vorzugehen. Initiativen, der aus dem überregionalen Wirtschaftsgeschehen ausgeschlossenen Regionen, ersuchten durch praktische Versuche lokalökonomischer Selbsthilfeprojekte eine Re-strukturierung der Wirtschafts- und Sozialbeziehungen am Ort und in der Region um diese wieder aufzubauen. Übergeordnet können dabei drei Ziele benannt werden:
1. Schaffung von Arbeitsplätzen im lokalen
2. Erwirtschaftung und Zirkulation von Einkommen im lokalen, entsprechend dem Multiplikatoreffekt der Exportbasistheorie
3. Erhalt bzw. Wiederherstellung von Infrastrukturen und Naturräumen des lokalen

Zur Sicherung einer langfristig funktionierenden lokalen Ökonomie sind die Konzepte nachhaltig Orientiert, wozu zum Teil historische Wirtschaftsorganisationen und traditionelle Kulturtechniken wieder aufgegriffen und den heutigen Bedürfnissen und Möglichkeiten angepasst werden.
Lokale Ökonomien zielen darauf ab, eine größere Unabhängigkeit von weltwirtschaftlichen Prozessen zu erlangen. Hierbei wird vielfach von einem am Ort ansässigen Gemeinwesen gesprochen dessen Bedarfsdeckung, Existenzsicherung und soziale Integration im Mittelpunkt steht. Als Grundlegend dafür werden u. a. ein Dach über dem Kopf, Grund und Boden, eine existenzsichernde Arbeit, eine angemessene Infrastruktur, Gesundheitsdienste und sauberes Wasser angesehen.
In der Förderung lokaler Ökonomien geht es insbesondere um:
- die systematische Verbindung konkreter Bedarfe und Potentiale im Gemeinwesen
- die Einleitung von Prozessen des personalen und strukturellen Empowerments und die Förderung sozialer und ökonomischer Selbstorganisation
- das Fördern kooperativer Entrepreneurships
- das Begleiten kooperativer Unternehmensgründungen im Bereich von Produktion, Versorgung, Dienstleistung, Bildung, Gesundheit und soziales
- das Wirken als intermediäre Instanz
- die Gestaltung lokaler Kooperationsverbünde und Kreislaufökonomien mit gemeinsamer kooperativer Infrastruktur
- das Schaffen von lokalen Multistakeholderkonstruktionen insbesondere für kooperative Lösungen der Daseinsvorsorge.

### Lokale Ökonomie einer Organisation
In Abgrenzung zu diesen auf einen geographischen Ort konzentrierten Konzepten, können auch einzelne Organisationen aus Privatwirtschaft und Zivilgesellschaft auf Basis ihres Raumbezugs und lokalökonomischer Aspekte untersucht werden.
Die lokale Orientierung kann aus (1) dem Anteil der aus dem Ort stammenden Beschäftigten, (2) örtlicher Wertschöpfungsketten und (3) dem Anteil der örtlich ansässiger Kunden abgeleitet werden.
Unterschieden wird dabei in drei Typen lokalökonomischer Organisationen:
- Typ A: Organisationen mit Raumbezug durch eine unmittelbare Versorgungsfunktion für die lokale Bevölkerung. Dieser Organisationstyp umfasst beispielsweise kleine Einzelhändler und Handwerksunternehmen, ethische Unternehmen, Vereine und Initiativen, die das Standortprofil eines Stadtteils prägen.
- Typ B: Organisationen mit Raumbezug durch Engagement für die Standortentwicklung. Diese Organisationen richten ihr Angebot nicht nur am lokalen Markt aus. Ihre Ansiedlung am Ort hat vielfältige Ursachen; wie beispielsweise bereits vorhandenes Immobilieneigentum. Beispiele sind Handwerksunternehmen und Vereine, die auch überregional tätig sind. Da insbesondere Unternehmen in ihrer Entwicklung von der Standortqualität vor Ort beeinflusst werden, bemühen sie sich oftmals um eine nachhaltige Verbesserung der standörtlichen Bedingungen (z. B. durch privat initiierte Straßenreinigung, Stadtmöblierung o. ä.).
- Typ C: Organisationen ohne unmittelbaren Raumbezug. Diese sind zwar nicht am Ort verankert, können aber positiv in diesen hineinwirken, wie durch die Nutzung von Gewerbeimmobilien oder die Schaffung von Käuferfrequenzen durch Einpendler (Beschäftigte, Kunden). So beispielhaft Servicecenter überregionaler Unternehmen.[12]

### Handlungsfelder, Instrumente und Maßnahmen
Übergeordnet werden die Arbeitsmarkt- und Beschäftigungspolitik und die Struktur- und Sozialpolitik als Handlungsfelder lokalökonomischer Transformationen gesehen. Als Instrumente dienen Maßnahmen der Wirtschaftsförderung, -regulierung und Standortentwicklung.
Das Handlungsfeld der Struktur- und Sozialpolitik begegnet negativen Auswirkungen räumlicher Konzentration von Armut und Arbeitslosigkeit und der Erosion sozialer Verantwortung. Derart geprägte Orte verlieren weitgehend ihre Selbstbestimmung und eigene Gestaltungsbereiche. Durch Strukturelle Einrichtungen wie Bildungs-, Ausbildungs- und Beratungseinrichtungen, wohnortnahe familienergänzende Einrichtungen (Kindertagskrippen, -tagesstätten), lokal orientierte Wertschöpfungsketten und einer lokalen Grundversorgung sollen selbstbestimmte und resiliente Netzwerke entstehen.
Die Arbeitsmarkt und Beschäftigungspolitik versucht aus dem Arbeitsprozess ausgeschlossene Individuen beobachtet dagegen eine zunehmenden Bedeutung informeller Ökonomien in Gebieten mit hoher Erwerbslosigkeit. Darüber hinaus hat anhaltende Erwerbslosigkeit psychosoziale und gesundheitsbeeinträchtigende Folgen und trägen zu einer geringen Wertschätzung und Stigmatisierung in der Bevölkerung bei. Teilweise bleiben in Orten Qualifikationen der Bewohner ungenutzt und Spezialisierungen sowie Monotonisierungen der Arbeitsprozesse findet statt, wenn diese nicht gar abwandern und die Situation weiter Verschärfen.

## Begründung für die Bedeutung lokaler Ökonomie
Die Programme der EU und der OECD beinhalten implizit und explizite Begründungen für die Bedeutung lokaler Ökonomien, die da wären:
1. Alternativen Ökonomien: Förderung integrativer lokaler Kooperationen zur Etablierung lokaler Netzwerke, die Fehler des Marktes durch soziale Einbindung und Teilhabe kompensieren und korrigieren
2. Alternativen Ökonomien: Netzwerke als ökonomisches Rückgrat im lokalen und regionalen Raum, deren Akteure längerfristig gemeinsam soziale und ökonomische Ziele verfolgen und so ein sich stützendes Gemeinwesen bilden
3. Alternativen Ökonomien: Diese Netzwerke bieten auch marginalisierten Gruppen und Individuen eine Chance auf ökonomische Teilhabe
4. Alternativen Ökonomien: Organisation von Multistakeholder-Unternehmen und Vernetzung von Unternehmen und Organisationen auf lokaler Ebene, um ein höchstes Maß an Stabilität und Bedarfsgerechtigkeit (Resilienz) zu gewährleisten
5. Alternativen Ökonomien: Erschließung lokaler Potentiale und zur spezifischen Organisation gesellschaftlich notwendiger Arbeit relevanter lokaler Akteure unterschiedlicher gesellschaftlicher Bereiche in einer lokal-spezifischen Vorgehensweise.

## Institutionen
International setzen sich eine Reihe von Hochschulen und Organisationen spezifisch mit dem Thema Lokalisierung im Allgemeinen und Lokale Ökonomie im Besonderen auseinander.

### Hochschulen
- Hochschule München, Masterstudiengang Gemeinwesenentwicklung, Quartiermanagement und Lokale Ökonomie[15]

### Organisationen

#### Deutschland
- Wuppertal Institut: Wirtschaftsförderung 4.0[16]

#### Schweiz
- Ecoloc[17]

#### Frankreich
- Utopies, Local Shift[18]

#### Vereinigtes Königreich
- New Economics Foundation: Plugging the Leaks[19]

#### USA
- Local Futures (ehemals BALLE)[20]
- Michael H. Shuman[21]
- Better Block[22]
- Strong Trowns[23]

## Belege
1. ↑  alternative Ökonomie - Enzyklopädie - Brockhaus.de. Abgerufen am 7. Juli 2020.
2. ↑  Guido Nischwitz, Reimar Molitor: Vom Weltmarkt zum Wochenmarkt. In: Ökologisches Wirtschaften - Fachzeitschrift. Band 15, Nr. 3–4, 1. Juli 2000, ISSN 1430-8800, doi:10.14512/oew.v15i3-4.35.
3. ↑  Sebastian Henn, Michael Behling: Lokale Ökonomie – Begriff, Merkmale und konzeptionelle Abgrenzung. In: Lokale Ökonomie – Konzepte, Quartierskontexte und Interventionen. Springer Berlin Heidelberg, Berlin, Heidelberg 2020, ISBN 978-3-662-57779-0, S. 3–24, doi:10.1007/978-3-662-57780-6_1.
4. ↑  Simone Helmle: Lokale Ökonomie. In: Handwörterbuch zur ländlichen Gesellschaft in Deutschland. VS Verlag für Sozialwissenschaften, Wiesbaden 2005, ISBN 978-3-8100-3749-7, S. 153–159, doi:10.1007/978-3-322-80909-4_19.
5. ↑  Guido Nischwitz, Reimar Molitor: Vom Weltmarkt zum Wochenmarkt. In: Ökologisches Wirtschaften - Fachzeitschrift. Band 15, Nr. 3–4, 1. Juli 2000, ISSN 1430-8800, doi:10.14512/oew.v15i3-4.35.
6. ↑  alternative Ökonomie - Enzyklopädie - Brockhaus.de. Abgerufen am 7. Juli 2020.
7. ↑  Simone Helmle: Lokale Ökonomie. In: Handwörterbuch zur ländlichen Gesellschaft in Deutschland. VS Verlag für Sozialwissenschaften, Wiesbaden 2005, ISBN 978-3-8100-3749-7, S. 153–159, doi:10.1007/978-3-322-80909-4_19.
8. ↑  Guido Nischwitz, Reimar Molitor: Vom Weltmarkt zum Wochenmarkt. In: Ökologisches Wirtschaften - Fachzeitschrift. Band 15, Nr. 3–4, 1. Juli 2000, ISSN 1430-8800, doi:10.14512/oew.v15i3-4.35.
9. ↑  Walter Hanesch, Kirsten Krüger-Conrad: Lokale Beschäftigung und Ökonomie als Herausforderung für die ‘Soziale Stadt’. In: Lokale Beschäftigung und Ökonomie. VS Verlag für Sozialwissenschaften, Wiesbaden 2004, ISBN 978-3-531-14289-0, S. 7–33, doi:10.1007/978-3-322-80586-7_1.
10. ↑  Walter Hanesch, Kirsten Krüger-Conrad: Lokale Beschäftigung und Ökonomie als Herausforderung für die ‘Soziale Stadt’. In: Lokale Beschäftigung und Ökonomie. VS Verlag für Sozialwissenschaften, Wiesbaden 2004, ISBN 978-3-531-14289-0, S. 7–33, doi:10.1007/978-3-322-80586-7_1.
11. ↑  Sebastian Henn, Michael Behling: Lokale Ökonomie – Begriff, Merkmale und konzeptionelle Abgrenzung. In: Lokale Ökonomie – Konzepte, Quartierskontexte und Interventionen. Springer Berlin Heidelberg, Berlin, Heidelberg 2020, ISBN 978-3-662-57779-0, S. 3–24, doi:10.1007/978-3-662-57780-6_1.
12. ↑  Sebastian Henn, Michael Behling: Lokale Ökonomie – Begriff, Merkmale und konzeptionelle Abgrenzung. In: Lokale Ökonomie – Konzepte, Quartierskontexte und Interventionen. Springer Berlin Heidelberg, Berlin, Heidelberg 2020, ISBN 978-3-662-57779-0, S. 3–24, doi:10.1007/978-3-662-57780-6_1.
13. ↑  Simone Helmle: Lokale Ökonomie. In: Handwörterbuch zur ländlichen Gesellschaft in Deutschland. VS Verlag für Sozialwissenschaften, Wiesbaden 2005, ISBN 978-3-8100-3749-7, S. 153–159, doi:10.1007/978-3-322-80909-4_19.
14. ↑  Walter Hanesch, Kirsten Krüger-Conrad: Lokale Beschäftigung und Ökonomie als Herausforderung für die ‘Soziale Stadt’. In: Lokale Beschäftigung und Ökonomie. VS Verlag für Sozialwissenschaften, Wiesbaden 2004, ISBN 978-3-531-14289-0, S. 7–33, doi:10.1007/978-3-322-80586-7_1.
15. ↑  Hochschule München, Masterstudiengang Gemeinwesenentwicklung, Quartiermanagement und Lokale Ökonomie
16. ↑  Wuppertal Institut: Wirtschaftsförderung 4.0
17. ↑  Ecoloc
18. ↑  Utopies, Local Shift
19. ↑  New Economics Foundation: Plugging the Leaks
20. ↑  Local Futures (ehemals BALLE)
21. ↑  Michael H. Shuman
22. ↑  Better Block
23. ↑  Strong Trowns